# Hydraulisches Potential
Das hydraulische Potential beschreibt den Energiezustand von Wasser im Boden an einer durch die Messung definierten Stelle. Im Falle des Grundwassers wird das hydraulische Potential auch Standrohr- oder Piezometerspiegelhöhe genannt. Bei Wasserkraftanlagen ist die hydraulische Fallhöhe gemeint.

## Grundwasser
Allgemein setzt sich die gesamte mechanische Energie {\displaystyle E} von Grundwasser zusammen aus:
- Druckenergie
- Potentielle Energie, auch als Lageenergie bezeichnet, relativ zu einem Bezugsniveau (z. B. Höhe über dem Meeresspiegel) sowie
- Kinetische Energie auch Bewegungsenergie,

das heißt, es gilt die Bernoulli-Gleichung:
{\displaystyle {\begin{aligned}E_{\text{ges}}&=E_{\text{Druck}}+E_{\text{pot}}+E_{\text{kin}}\\&=p\,V+m\,g\,z+{\frac {1}{2}}\,m\,v^{2}\end{aligned}}}
mit
- Wasserdruck p (im Grundwasser Porenwasserdruck) (Kraft je Einheitsfläche [F/L2], oft Pa oder N·m−2)
- Volumen V
- Masse m des Wasserelements
- Erdbeschleunigung g (oft in m·s−2)
- Lagepotential z, d. h. die Höhe des Meßpunktes über der Bezugslinie
- Fließgeschwindigkeit v.

Da die Fließgeschwindigkeiten im Grundwasser im Allgemeinen sehr klein sind, kann man den Anteil der kinetischen Energie in guter Näherung vernachlässigen:
{\displaystyle v\approx 0\Rightarrow E_{\text{kin}}\approx 0}
Außerdem entspricht die spezifische Energie pro Gewicht {\displaystyle G} eines Wasserelements von der Dimensionsanalyse her einer geometrischen Höhe:
{\displaystyle {\frac {E_{\text{ges}}}{G}}={\frac {E_{\text{ges}}}{m\,g}}=h}
Damit ist das hydraulische Potential h in der Grundwasserhydraulik wie folgt definiert:
{\displaystyle \Rightarrow h=\psi +z={\frac {E_{\text{Druck}}}{m\,g}}+{\frac {E_{\text{pot}}}{m\,g}}}
Die Druckhöhe {\displaystyle \psi } wird hierbei ausgedrückt als:
{\displaystyle \psi ={\frac {p}{\gamma }}={\frac {p}{\rho \,g}}}
mit
- {\displaystyle \gamma } spezifisches Gewicht des Fluids (Kraft je Einheitsvolumen [F/L3], oft N·m−3),
  - {\displaystyle \rho } Dichte des Fluids (Masse je Einheitsvolumen [M/L3], oft kg·m−3).

Das hydraulische Potential kann vergleichsweise einfach gemessen werden. Hierzu wird ein Rohr (Standrohr) mit einer Verfilterung in den Grundwasserleiter eingebracht (durch Bohren, Rammen usw.), in gering durchlässigen Böden wird mittels einer Druckmessdose (Piezometer) der Porenwasserdruck gemessen. Das hydraulische Potential am Messpunkt wird dann dargestellt durch
- die Höhe / Tiefe des Wasserspiegels im Rohr relativ zu einem Bezugspunkt ({\displaystyle p=0\Rightarrow \psi =0\Rightarrow h=z})
- die von der Druckmessdose gemessenen Druckhöhe, kombiniert mit der Lage der Druckmessdose relativ zu einem Bezugsniveau ({\displaystyle p\neq 0\Rightarrow \psi \neq 0\Rightarrow h=\psi +z}).

Unterschiede im Energieniveau an zwei Stellen des Grundwasserleiters führen zur Grundwasserbewegung zwischen diesen zwei Punkten. Grundwasser fließt dabei stets vom höheren zum niedrigeren hydraulischen Potential. Die Abnahme des hydraulischen Potentials (Piezometerhöhe) entspricht einem „Energieverlust“, ein Teil der Energie geht nämlich durch die innere Reibung zwischen dem Wasser und dem Festgestein (Körner, Klüfte usw.) in Wärmeenergie über. Je nach dem Verhältnis zwischen Druck- und Lageenergie kann Grundwasser sogar entgegen der Schwerkraft fließen (Artesischer Brunnen).

## Ungesättigter Bereich
Um Wasserbewegungen im Boden modellieren zu können, müsste man im Prinzip das Gesamtpotential {\displaystyle \psi } kennen, das definiert ist als die Summe aller auf Wasser im Boden wirkenden Teilpotenziale. Da das Gesamtpotential in der Praxis aber schwer zu bestimmen ist, dient für die Beschreibung von Wasserbewegungen stattdessen das hydraulische Potential {\displaystyle \psi _{H}} als Näherung.
Dieses ist die Summe der einfach bestimmbaren Teilpotentiale Matrixpotenzial {\displaystyle \psi _{m}} und Gravitationspotential {\displaystyle \psi _{z}}, das Gaspotential {\displaystyle \psi _{g}} wird meist nicht berücksichtigt:
{\displaystyle \psi _{H}=\psi _{m}+\psi _{z}(+\psi _{g})}
Wo der Gradient des hydraulischen Potentials verschwindet {\displaystyle \left({\frac {d\psi _{H}}{dz}}=0\right)}, liegt die horizontale Wasserscheide.
Um die Verfügbarkeit von Wasser für eine Pflanze zu erfassen, wird eine andere Kombination von Teilpotentialen verwendet, das Wasserpotential {\displaystyle \psi _{w}}.